# Depot von Volárna
Das Depot von Volárna (auch Hortfund von Volárna) ist ein Depotfund der frühbronzezeitlichen Aunjetitzer Kultur aus Volárna im Středočeský kraj, Tschechien. Es datiert in die Zeit zwischen 1800 und 1600 v. Chr. Die erhaltenen Gegenstände des Depots befinde sich heute im Museum von Poděbrady.

## Fundgeschichte
Das Depot wurde im Mai oder Juni 1912 westlich von Volárna bei der Bodenentwässerung entdeckt. Es lag in einer Tiefe von 30 cm. Die Fundstelle liegt in flachem Gelände. Bis ins 19. Jahrhundert befand sich hier ein künstlicher Teich, der später trockengelegt wurde. Wahrscheinlich war das Gebiet bereits in der Bronzezeit eine feuchte Niederung.

## Zusammensetzung
Das Depot bestand ursprünglich aus zehn bronzenen Spangenbarren, die durch die Lagerung in feuchtem Milieu eine rötliche Patina angesetzt hatten. Da das Metall sehr zerbrechlich war, wurden die meisten Stücke von den Arbeitern zerbrochen und weggeworfen. Ins Museum gelangten nur vier Bruchstücke mit einem Gewicht von 26 g, 28 g, 50 g und 70 g.